# 杜氏無鋸鰨
杜氏無鋸鰨為輻鰭魚綱鰈形目鰨亞目無臂鰨科的其中一種，為熱帶魚類，分布於南美洲奧里諾科河及亞馬遜河淡水及半鹹水域，體長可達12.4公分，棲息在沙泥底質底層水域，稀有，生活習性不明，可作為觀賞魚。

## 扩展阅读
維基物種上的相關：杜氏無鋸鰨